# Lady with a Sword

Lady with a Sword (Feng Fei-fei) est un film d'arts martiaux hongkongais réalisé par Kao Pao-shu, sorti en 1971. 
Il s'agit du premier film de la réalisatrice, qui avait eu auparavant une carrière d'actrice. Il est mentionné par le critique et universitaire Stephen Teo  comme étant d'un niveau de qualité au dessus de la moyenne parmi les films d'arts martiaux mettant en scène des héroïnes guerrières, un sous-genre du wuxia .
Il s'agit de l'un des rares films de cape et d'épée mettant en scène mademoiselle Ho dans ce type de personnage, ses rôles étant habituellement basés sur son aura de sex-symbol et de fashion victim.

## Synopsis
Alors qu'il est en train de réprimander un petit voleur de lapin, le séduisant seigneur Jin Lian-bai, expert en arts martiaux, fait la connaissance de la mère de ce dernier, une jeune veuve qu'il cherche à consoler. Celle-ci adopte cependant à son égard une attitude arrogante et vindicative, si bien que le jeune homme est obligé de la tuer accidentellement.[style à revoir]
Peu après l'incident, au cours d'un récital de pipa auquel il assiste en compagnie de courtisanes, le prince est agressé et presque tué par un voyou habillé de blanc qu'il parvient à repousser in extremis.  Le meurtrier, en dépit de ses vêtements masculins, s'avère être en réalité la sœur de la morte, l'implacable Feng Fei-fei, une adepte du travestissement. Celle-ci, accusant injustement le seigneur Jin d'avoir violé sa sœur (alors qu'il lui avait seulement déchiré les vêtements), le persécute et cherche à l'assassiner, même après avoir découvert les liens familiaux et sentimentaux insoupçonnés qui les unissent.
Le jeune héros peut heureusement compter sur l'aide de sa mère (son père étant un homme timoré et indécis), de son ami le chef Liang et du héros « Poignard-Volant » appelé à la rescousse. Parviendront-il à ramener la cruelle Fei-fei à la raison et à l'empêcher d'accomplir son terrible dessein?

## Fiche technique
- Titre original en anglais : Lady with a Sword
- Titre original en chinois : Feng Fei-fei
- Réalisation : Kao Pao-shu
- Scénario : Ni Kuang
- Société de production : Shaw Brothers
- Pays d'origine : Hong Kong
- Genre : drame familial, comédie romantique, tragédie cornélienne, karaté, Wu Xia Pian
- Dates de sortie : 
  -  Hong Kong : 15 octobre 1971

## Distribution
- James Nam : Jin Lian-bai, le héros
- Wang Hsieh : le chef Liang, ami de Lian-bai
- Lily Ho : Feng Fei-fei, la méchante
- Park Ji-Hyeon : l'aînée des sœurs Feng, victime de l'incident initial
- Ouyang Sha-fei : madame Feng, la mère des sœurs Feng